# Artàban I de Pàrtia
Artàban I (en llatí: Artăbănus, en grec antic: Ἀρτάβανος 'Artábanos') va ser rei de Pàrtia de l'any 214 aC al 196 aC. Hom també el coneix amb el nom d'Àrsaces II (si no es compta com a predecessor a Tiridates I) o com a Àrsaces III (si es compta). Formava part de la dinastia dels Arsàcides.
Àrsaces II (Tiridates I) va morir, si és que realment va existir, l'any 214 aC, i el va succeir el seu fill Artàban I. El 209 aC el selèucida Antíoc el gran va fer una brillant campanya militar a Pàrtia, va ocupar la capital Hecatòmpilos, va derrotar a Artàban al mont Labos, va entrar a Hircània on va ocupar Tàmbrax i després Sírinx, on va haver d'organitzar un setge. Tot això va obligar a Artàban a demanar la pau i respectar l'autoritat del rei selèucida.
Artàban va morir potser l'any 196 aC i el va succeir el seu fill Friapaci.